# Trachelipus troglobius
Trachelipus troglobius is een pissebed uit de familie Trachelipodidae. De wetenschappelijke naam van de soort is voor het eerst geldig gepubliceerd in 1989 door Ionel Grigore Tabacaru & Boghean.